# .ga
.ga es el dominio de nivel superior geográfico (ccTLD) para Gabón.